# IC 2626
IC 2626 је спирална галаксија у сазвјежђу Лав која се налази на листи објеката дубоког неба у Индекс каталогу.
Деклинација објекта је + 26° 54' 16" а ректасцензија 11h 9m 3,8s. Привидна величина (магнитуда) објекта IC 2626 износи 14,9 а фотографска магнитуда 15,7. IC 2626 је још познат и под ознакама CGCG 155-75, PGC 33791.